# Claes Sjöström
Claes Robert Sjöström, född 13 maj 1976 i Spånga i Stockholm, är en svensk travkusk och travtränare. Sjöström är även verksam som catch driver. Han driver Stall Sjöström i Gottröra, tillsammans med sin far Björn Sjöström. Hans största stjärnan är Jaguar Dream.

## Karriär
Sjöström började sin karriär inom travsporten 1995 och körde sitt första lopp 1996 på Åmålstravet. Han tog sin första seger 1997 på Lindesbergstravet med hästen Carl Von Silver. 2009 tog han ut proffslicens på Solvalla och började driva sin egen träningsverksamhet.
2004 vann Sjöström sitt första banchampionat på Visbytravet, där han frekvent kör lopp. Han har därefter blivit kuskchampion på Visbytravet 2010, 2013, 2016, 2017, 2018, 2019 & 2020.
2005 segrade han bland annat i Travrondens Guldklocka för lärlingar. Han vann då alla tre finalloppen, något som ingen annan lyckats med innan. Under året blev han även stipendiat i Stig H-stipendiet.
2013 blev han tränarchampion på Gävletravet. Sjöström har även tävlat mycket på Ålandstravet, där han tagit flera banchampionat.
2021 bytte Sjöström ut sin röd- och vitrutiga kördress som han kört i under 25 år. Under 2021 blev han uppsatt som kusk bakom Timo Nurmos häst Seismic Wave i 2021 års upplaga av Elitloppet på Solvalla.

## Större segrar i urval
| År   | Lopp                                              | Häst             | Tränare        | Grupp   |
| ---- | ------------------------------------------------- | ---------------- | -------------- | ------- |
| 2011 | Solvalla Grand Prix                               | Aisle Stand      | Claes Sjöström | Grupp 2 |
| 2015 | Guldstoet                                         | She's From Above | Claes Sjöström | Grupp 2 |
| 2018 | Margaretas Tidiga Unghästserie, 4-åriga ston, jan | Baronesse Ima    | Claes Sjöström | -       |
| 2018 | Plåt-Svens Minne                                  | Flaming Ace Sisu | Claes Sjöström | -       |
| 2019 | Margaretas Tidiga Unghästserie, 4-åriga h/v, maj  | Jaguar Dream     | Claes Sjöström | -       |
| 2021 | Gulddivisionens final, feb                        | Antonio Trot     | Timo Nurmos    | Grupp 2 |
| 2021 | Silverdivisionens final, mars                     | Global Undecided | Timo Nurmos    | -       |
| 2021 | Margaretas Tidiga Unghästserie, 3-åriga ston, maj | Breeze           | Claes Sjöström | -       |
| 2021 | Silverdivisionens final, maj                      | Jaguar Dream     | Claes Sjöström | -       |